# Bay de Verde
Bay de Verde är en ort i Kanada.   Den ligger i provinsen Newfoundland och Labrador, i den östra delen av landet, 1 800 km öster om huvudstaden Ottawa. Bay de Verde ligger 2 meter över havet och antalet invånare är 398.
Terrängen runt Bay de Verde är platt. Havet är nära Bay de Verde åt sydost. Trakten är glest befolkad. Det finns inga andra samhällen i närheten. 